# 弗里德斯多夫 (图林根州)
弗里德斯多夫（德語：Friedersdorf，發音：[ˈfʁiːdɐsˌdɔʁf] ⓘ）是德国图林根州伊尔姆县曾经的一个市镇，面积3.11平方千米，2017年12月31日人口为195人。2019年1月1日，弗里德斯多夫与另外6个市镇并入市镇大布赖滕巴赫。